# Hanspeter Kyburz
Pour les articles homonymes, voir Kyburz.
Hanspeter Kyburz, né le 14 mai ou le 8 juillet 1960 à Lagos (Nigeria) de parents suisses, est un compositeur suisse.

## Biographie
Hanspeter Kyburz étudie la composition, la musicologie, l'histoire de l'art et la philosophie à Graz, Berlin, Francfort et Paris. Il utilise différents instruments disponibles (notamment l'informatique ou la spatialisation du son).
Il est élu membre de l'Académie des arts de Berlin en 2000.
Il est désormais professeur de composition au conservatoire de Berlin.

## Œuvres (sélection)
- Malstrom, pour grand orchestre en quatre groupes (1998)
- The Voynich Cipher Manuscript, pour chœur et ensemble (1995)
- Parts pour ensemble de chambre (1995)
- Cells, danse aveugle pour six instruments (1997)
- Double Points Plus
- À travers (1999)
- Noesis (2001-2003)

## Discographie
- Malstrom, The Voynich Cipher Manuscript, Parts - Orchestre symphonique de la SWR de Baden-Baden, dir. Hans Zender ; Klangforum Wien, dir. Rupert Huber et Peter Rundel (1996/1998, Kairos 0012152KAI) (OCLC 605225533)